# Hermann Fischer (Politiker, 1900)
Hermann Richard Gustav Fischer (* 24. Februar 1900 in Rixdorf bei Berlin; † 28. Februar 1983 in Bad Nauheim) war ein deutscher Volkswirt und Politiker (DVP, FDP).

## Leben und Beruf
Nach dem Besuch der Albrecht-Dürer-Oberrealschule in Neukölln absolvierte Fischer ein Studium der Volkswirtschaft an der Humboldt-Universität zu Berlin. Er arbeitete 1923/24 als Prokurist bei der Deutschen Herold Versicherungs-AG in Berlin und war von 1925 bis 1928 als Leiter des kommunalpolitischen Ressorts bei der Telegraphen-Union tätig. Von 1928 bis 1933 wirkte er als Dozent und Fachreferent kommunaler Verbände. Nach dem Zweiten Weltkrieg wurde er Sachverwalter für kommunale Berliner Einrichtungen.
Hermann Fischer war mit Erika Peyer verheiratet und hatte zwei Kinder.

## Politik
Fischer trat 1919 der Deutschen Volkspartei (DVP) bei. Von 1929 bis 1933 war er Mitglied der Bezirksverordnetenversammlung des Bezirks Neukölln.
Fischer trat nach dem Krieg 1945 in die FDP ein, war von 1948 bis 1958 Mitglied der Berliner Stadtverordnetenversammlung und später des Berliner Abgeordnetenhauses. Er amtierte zunächst ab 1948 als Bezirksrat für Gesundheitswesen in Neukölln und von 1951 bis 1953 als Bezirksbürgermeister des Bezirkes Tempelhof. Nach dem Rücktritt Werner Müllers wurde er am 24. November 1953 zum Berliner Innensenator gewählt. Am 4. November 1954 übernahm er zusätzlich das Amt des Bürgermeisters. Jedoch schied er recht schnell aus der Regierung, da die SPD die Abgeordnetenhauswahl 1954 gewonnen hatte und nunmehr mit der CDU eine Koalition bildete. Folge dessen war, dass die FDP in die Opposition ging und Fischer am 11. Januar 1955 das Ressort verlassen musste. Er wurde 1956 Mitglied der FVP und beteiligte sich 1962 an der Gründung der Christlich-Nationalen Partei (CNP), zu deren Vorsitzenden er gewählt wurde.